# Rebecca Romero
Rebecca Romero (Carshalton, 24 gennaio 1980) è una canottiera, pistard e ciclista su strada britannica, vincitrice di due medaglie olimpiche in due discipline diverse: argento nel canottaggio (4 di coppia) ad Atene e oro nel ciclismo su pista (inseguimento individuale) a Pechino.

## Carriera
Ha vinto medaglie ai mondiali in entrambi gli sport.
Ai Giochi della XXIX Olimpiade di Pechino 2008 ha dominato la gara dell'inseguimento individuale, conquistando l'oro con oltre due secondi di vantaggio sull'altra britannica Wendy Houvenaghel. Ha partecipato anche alla corsa a punti, dove ha concluso in undicesima posizione.

## Palmarès

### Strada
- 2006

Campionati britannici, Prova a cronometro

### Pista
- 2007

Campionati britannici, Inseguimento individuale
- 2008

Giochi olimpici, Inseguimento individuale
Campionati del mondo, Inseguimento individuale
Campionati del mondo, Inseguimento a squadre (con Wendy Houvenaghel e Joanna Rowsell-Shand)
4 tappa Coppa del mondo, Inseguimento individuale (Copenaghen)

### Canottaggio
- 2000

Campionati del mondo Under-23, 2 senza
- 2005

Campionati del mondo, 4 di coppia

## Piazzamenti

### Competizioni mondiali
- Campionati del mondo su pista

Palma di Maiorca 2007 - Inseguimento individuale: 2º
Manchester 2008 - Inseguimento individuale: vincitore
Manchester 2008 - Inseguimento a squadre: vincitore
- Campionati del mondo di canottaggio

2000 - 2 senza Under-23: vincitore
Kaizu 2005 - 4 di coppia: vincitore
- Giochi olimpici

Atene 2004 - 4 di coppia: 2º
Pechino 2008 - Inseguimento individuale: vincitore
Pechino 2008 - Corsa a punti: 11º